# معاملة ضحايا الاعتداء الجنسي
معاملات ضحايا الاعتداء الجنسى بعد الاعتداء الجنسيّ أو الاغتصاب، تتعرَّض الضحايا لسوء المعاملة. تُعرض الضحية على الفحوصات الطبيّة وتقابلها الشرطة. وإذا كان هناك أي قضية جنائيّة، تفقد الضحية خصوصيتها وربما تكون مصداقيتها على المحك. ربما تتعرَّض الضحايا لعار الفسق أو الإيذاء أو الوصمة الاجتماعيّة أو التنمر على الإنترنت.
صيغت العديد من القوانين بدافع حماية الضحايا. فخلال التحقيق الجنائيّ، تحمي الضحية قوانين حظر النشر وقوانين ردع الاغتصاب. ربما تمنع القوانين المحامين من حيازة السجلات النفسيّة أو الطبيّة أو العلاجيّة للضحية. تضع قوانين الاغتصاب السن القانونيّة من أجل الموافقة على الفعل الجنسيّ، وتمنع المجرمين من ادعاء أن الضحية وافقت على ممارسة الجنس. تسعى العديد من مجموعات حقوق الضحايا لتحسين معاملتهم.

## فحوصات وتحقيقات للضحية

### الفحص الطبيّ
قد يجمع الفاحصون بقايا كشط الأظافر أو شعر العانة. إذا كانت الإمكانات متوافرة لدى المنشأة الصحيّة، وتوافرت موافقة الضحيّة، سيأخذ الفاحص صورًا للإصابات في الأعضاء التناسليّة. تحتوي عدة الاغتصاب على الأدوات التي يستخدمها الطاقم لطبيّ لجمع وحفظ الأدلة الفيزيائيّة.
لم تُختبر العديد من «عدة الاغتصاب» لأنها لم تُعرض على المعمل الجنائيّ أو لعدم توافر الإمكانات لدى المعمل الجنائيّ لاختبارها. في الولايات المتحدة، تشير الاستطلاعات القوميّة التي تقوم بها قوات تطبيق القانون أن هناك زيادة في عُدد الاغتصاب غير المختبرة بـ200 ألف عدة.

## المقابلة مع الشرطة
كجزء من التحقيقات الشرطيّة، قد تُجرى مقابلة الضحايا. يجب أن يكون اللقاء مُسجلًا، وأن يُعرض على العامة بمجرد الانتهاء منه. يتخذ محامي الدفاع أي تضارب بين أقوال الضحية والأدلة الفيزيائيّة كحجة للطعن في مصداقيّة الضحية. تشمل التحقيقات المعارف واغتصاب المواعدة، قد يُنظر إلى أي تواصل إلكترونيّ بين المُتهَم والضحية من أجل تحديد موافقة الضحية على النشاط الجنسيّ أو رفضها له.
في كندا، يمكن للمحامي أن يحصل على نُسخ من البريد الإلكترونيّ للضحية أو غيرها من الوثائق الخاصة باستخدام الوسائل القانونيّة. إذا صدَّقت الشرطة أن الضحية تُزيِّف الاتهامات، ربما تتعرَّض للاستجواب كمشتبه بها بدلًا من معاملتها كضحية. وفي بعض الحالات قد تتراجع الضحية عن اتهاماتها بسبب الاستجواب العنيف والوصمة الاجتماعيّة، مما يؤدي إلى اتهامها بالبلاغ الكاذب.

## حملات التشهير والتستر والضغط
في كندا المواد رقم 278.1 إلى 278.91 من القانون الجنائى، حيث أنه لايسمح لمحامى الدفاع الحصول على السجلات الطبية أو النفسية أو التاريخ المرضى للضحية وذلك تبعاً لدستور المحكمة العليا الكندية على الرغم من أن هذا يحد من قدرة المتهم على تقديم تبرير كامل أو حجج وبراهين له كدفاع عنه. وأيضا مسموح للمتهم أن يفوض محققاً خاصاً للتحقيق مع الضحية والضغط عليها، وذلك كما حدث سابقاً وفقاً لتقديم دعوى مدنية ضد جامعة بنسلفانيا حيث قامت بتفويض نايت باركر كمحققاً خاصاً للضغط على الطالبة البالغ عمرها 18 عاماً حيث أدعت الطالبة أنه تم الاعتداء عليها من قبل طالب آخر. وكان التشهير ونشر هويتها وصورها داخل الحرم الجامعى هي أحد الطرق التي أتخذها باركر للضغط عليها وبالنهاية تمت تسوية الدعوة القضائية ضد جامعة بنسلفانيا ومع ذلك حاولت الطالبة الانتحار بعد ثلاثة أشهر من الواقعة والتي بائت بالفشل لتنجح بالانتحار في عمر يناهز الثلاثون.
وهناك بعض المؤسسات التي تحاول التستر على جرائم الاعتداء الجنسى كما الحال في تستر الكنيسة الكاثوليكية على الاعتداء الجنسى الواقع داخلها من قبل الكهنة الكاثوليك، كما ذيع أن دنيس هسترت وعد بدفع 5000000 مليون دولار للضحية وذلك مقابل موافقتها على عدم الفصح عن الاعتداءات الجنسية، وأكثر الأقات تؤول تحقيقات السلطات بالفشل في قضايا الاعتداء الجنسى وذلك لاعتبار الضحايا شهوداً لايؤخذ بشهادتهم.

## الوصمة الاجتماعية وسوء المعاملة والإساءة بعد الاعتداء
كثيراً ما يتعرض ضحايا الاعتداء الجنسى للوصم الاجتماعى، وقد يتعرض المجنى عليه والضحية لسلوك ومعاملة غير ملائمة بعد الاعتداء من قِبل الموظفين والطبيين وغيرهم من المنظمات الأخرى.
وصم العار وهو إلقاء اللوم على الضحية بتهمة الاغتصاب وغيره من أشكال الاعتداء الجنسى مثل الادعاء أنه بسبب (إما كلياً أو جزئياً) المرأة؛ وذلك إما لارتدائها ملابس كاشفة أو لتصرفها بطريقة مثيرة جنسياً قبل رفض الموافقة على الجنس وبذلك يُعفى مرتكب الجُرم من الذنب.
وفي عام 2016 قام السياسيون الهنود بتقديم اقتراح ينص على أن اختيارات الملابس النسائية قد تدعو وتساعد إلى الاعتداء الجنسى وقد أُدلى بهذه التعليقات بعد أن تعرض عدد من النساء للتحرش في حفلة رأس السنة في بنغالور، وفي البرنامج المريكى the view حيث أشارت جونى بيهار إلى بيل كلينتون المتهم بالاعتداء الجنسى ولكن سرعان ما أعتذرت بهار بعد فترة وجيزة عن الافتراء.
وتتحدى حركة slutwalk فكرة تبرير الاغتصاب لأى سبب وجانب من الجوانب مظهر المرأة، تم إنشاء slutwalk  رداً على تعليقات ضابط شرطة تورنتو التي أدلى بها حيث قال: لقد قِيل لى أنه ليس من المفترض أن أقول ذلك، ومع ذلك يجب على النساء تجنب خلع الملابس مثل الفاسقات لكى لا تكون ضحية، ويمكن لضحايا الاعتداء الجنسى الابتعاد عن العمل وذلك من أجل تجنب الاتصال بالجانى، وعلى سبيل المثال فإن كارولين لامارى وهي عاملة في المكتب تعرضت للتحرش الجنسى في العمل، ولم تعد إلى العمل من أجل تجنب الاتصال بمهاجمها، وقد اُدين المعتدى بتهمة الاعتداء الجنسى، وقد يتعرض ضحايا الاعتداء الجنسى إلى التسلط. والتنمر على الإنترنت كما هو الحال لانتحار أودرى بوت، وانتحار ريهته بارسونز والاعتداء الجنسى على سافانا ديتريش. أيضا الفيلم الوثائقى netrie & daisy  من نيتفليكس يدور حوال طالبتين من المدارس الثانوية الأمريكية قد تعرضتا لاعتداءات جنسية من قِبل طلاب أخرين، وفي الوقت الذي تعرضتا فيه للاعتداء كانت اودرى بوت تبلغ من العمر 15 عاماً وديزى كولمان في الربعة عشر من العمر حيث أنه بعد الاعتداء تعرضت الضحايا والعائلتين لسوء المعاملة والتشهير والتنمر عبر الإنترنت.
فيلم «استعادة حياتى» قصة نانسى زيجينماير هي القصة الحقيقية للكاتبة، وهي أحد المقيمين في ولاية أيوا التي اُغتصبت عام 1991 وكانت قصتها رائجة وذلك بسبب أنها قد تحدثت بصراحة عن تجاربها بما في ذلك تجربتها مع موظفى المشفى والشرطة والمدعيين العاميين والمتهمين ونظام العدالة الاجتماعية ، وقد فاز دى موبين بجائزة بوليتز للخدمة العامة في 1991 وذلك لنشره لقصة الاعتداء الجنسى لنانسى زيغينماير حيث في ذلك الوقت لم يكن من المعتاد نشر اسم الضحية وكتبت زيجنماير كتاباً يحمل عنوان «استعادة حياتى» وذلك لتشجيع النساء على طلب المساعدة في حالة إن كانو ضحايا.
فيلم share  لعام 2019 عبارة عن قصة فتاة تبلغ من العمر 16 عام تتعرض للاعتداء الجنسى من قِبل الأولاد من مدرستها الثانوية وتم توزيع ونشر فيديو الاعتداء وقد تم عرض الفيلم لأول مرة في مهرجان صنداتس السينمائى 2019. وقد ساند العديد من المشاهير علناً وقد ساهمو في إحداث تغيير في كيفية النظر إلى ضحايا الاعتداء الجنسى.

## القانون والنظام
قد كرست الممثلة ماريسكا هارغيتاى حياتها في إحداث تغيير في نظرة المجتمع بعد أن نالت شهرة لتجسيد دور أوليفيا بنسون قالت أنها بدأت تتلقى الرسائل من المشجعين للكشف عن قصص الاعتداء الجنسى، وقد ألهمها ذلك لإنشاء منظمة غير ربحية تحمل اسم joyful heart foundation  وقد وفرت هذه المنظمة الدعم للناجين، وتحاول تغيير نظرة المجتمع للاعتداءات والقضاء على العنف.
تركز هريغتاى على حقيقة أنه من الممكن استهداف أي شخص بغض النظر عمن هو، فإنهم يستحقون أن يعاملو بمواساة وبنفس القدر وقد ذكرت أنه حين أحرزت الولايات المتحدة تقدماً فإننا لانحتاج إلى إلقاء اللوم على الضحايا بغض النظر عن نوع الجنس.
وفي كثير من الثقافات يكون ضحايا الاغتصاب معرضين للتهديد والعنف من قِبل المغتصب أو أصدقائه أو أحد أقاربه كوسيلة لمنع الضحايا من الإبلاغ عن المغتصب أو معاقبتهم على الإبلاغ عنه أو لإجبارهم على سحب الدعوة المقدمة ضد الجانى، بالإضافة إلى ذلك قد يهدد أهل الضحية الضحية كعقاب لجلب العار للعائلة ويحدث هذا خاصة في الثقافات التي تكون فيها عذرية الفتاة ذات قيمة عالية وإلزامية قبل الزواج وفي الحالات القصوى يتم قتل ضحايا الاغتصاب في جرائم الشرف، وفي بعض البلدان تجبر أسرهن الفتايات والنساء على الزواج من مغتصبيهن ويتم ترتيب الزواج لأن الضحية أصبحت ذات سمعه سيئة ووصمة عار عالمجتمع وذلك لكونها ضحية اغتصاب وفقدان عذريتها، ويدعى أن الزواج مفيد لكل من الضحية التي لاتفقد مركزها الاجتماعى والجانى الذي يتجنب العقاب.
في عام 2012 أنتحرت فتاة مغربية تبلغ من العمر 16 عاماً بعد أن أرغمتها أسرتها من الزواج من مغتصبها بقرار من المدعى العام، وكانت تعرضت للاعتداء من قِبله بعد زواجهما وهناك احتجاجات من النشطاء ضد قانون يسمح للمغتصب الزواج من الضحية من أجل الإفلات من العقوبة وفي عام 2016 قدمت الحكومة التركية تشريعاً يلغى إدانة الرجل بالاعتداء الجنسى إذا تزوج ضحيته.

## دعم الضحايا
وكثيراً ما يتلقى الضحايا الدعم من المجتمع ومن الضحايا الآخرين على سبيل المثال عندما نشرت نانسى زيجنماير تجربتها للعامة تلقت الكثير من الرسائل والمكالمات لدعمها وذلك للثناء على شجاعتها، وكان هناك العديد من الرسائل من النساء اللاتى اغتصبن وعشن بأسرارهن التي لم يخبرو عنها أحد وغالباً ما يلمن أنفسهن.

## ضحايا الاعتداء الجنسيّ في المؤسسات العسكريّة
ينتشر الاعتداء الجنسيّ في المؤسسات العسكريّة بصورة تفوق انتشاره خارجها، دون تغطية إعلاميّة كافيّة. في الولايات المتحدة، صُمم برنامج استجابة الدفاع من الاعتداء الجنسيّ كنوع من التدريب لتعليم أعضاء الخدمة العسكريّة وتوفير الدعم والمعاملة الجيدة لأعضاء الخدمة وعائلاتهم. يدخل الأفراد في هذا البرنامج كحقوقيّين لمساعدة أعضاء الخدمة العسكريّة لمعرفة الاختيارات المتاحة لهم ولتعليمهم بشأن حقوقهم.